# Cindy Bouque
Cindy Lucie Bouque (Gent, 12 april 1975) is een Belgisch voormalige schutster.

## Levensloop
Bouque nam deel aan het onderdeel 'luchtgeweer, 10 meter' op de Olympische Zomerspelen van 1996 te Barcelona. Aldaar behaalde ze de 25e plaats in de eindrangschikking. Daarnaast nam ze tweemaal aan de wereldkampioenschappen (1994 en 1998) en zesmaal aan de Europese kampioenschappen (1994, 1995, 1996, 1997, 1998 en 1999). Haar beste prestatie op een WK zette ze in 1998 te Barcelona neer met een 25e plaats, op een EK was dit een zesde plaats in 1994 te Straatsburg. Op het EK van 1996 te Boedapest werd ze negende.
Daarnaast behaalde ze goud op de wereldbeker-wedstrijden van München in 1995 en Barcelona in 1994. Op de WB-wedstrijden van Havana in 1997 en Milaan in 1994 behaalde ze zilver en te Havana in 1996 brons. Op de Wereldbeker-finale van 1995 te München ten slotte werd ze 8e.